# Aulenbach (Baumholder)

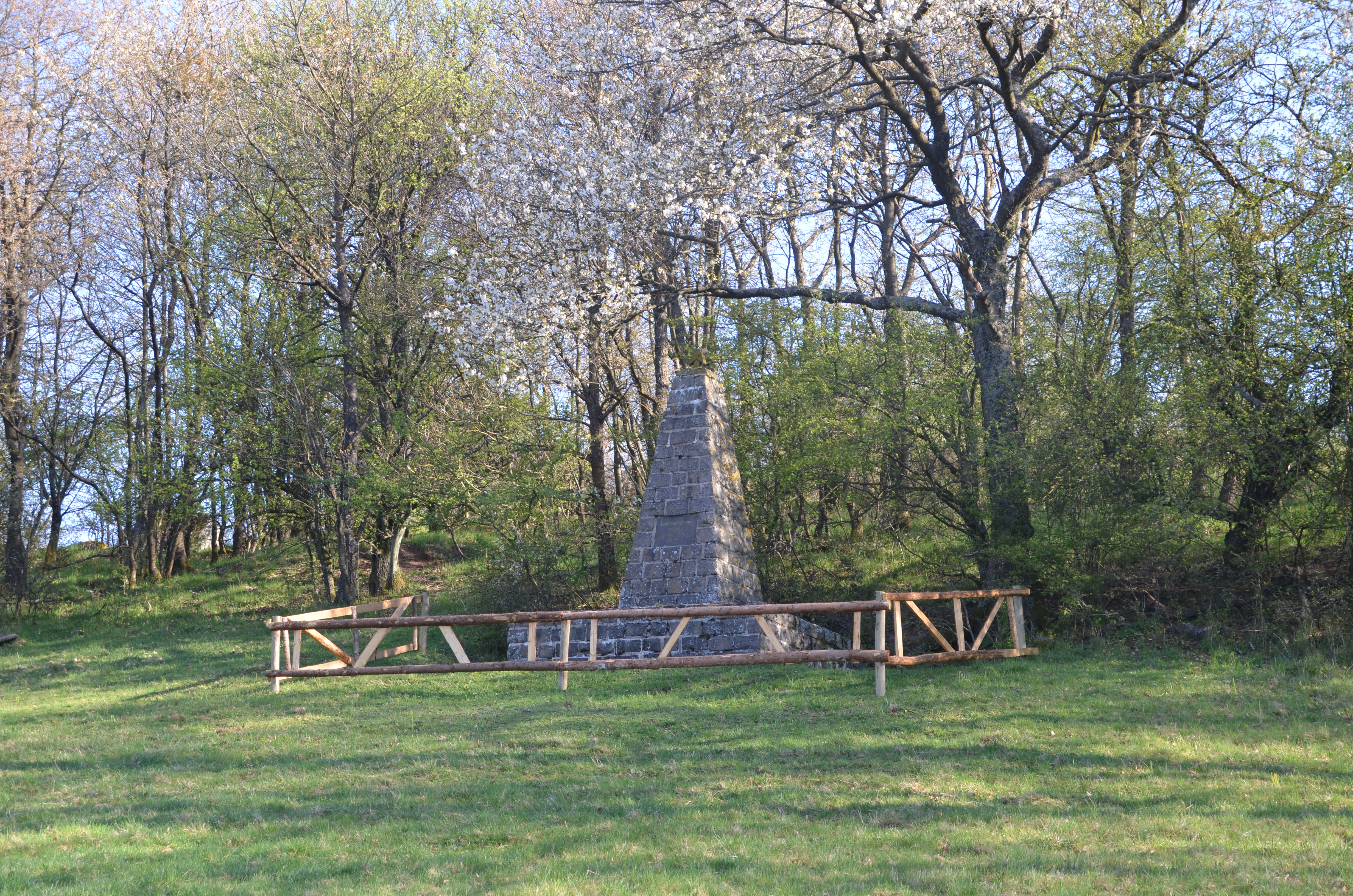
Russendenkmal neben dem ehemaligen Friedhof in der Wüstung Aulenbach

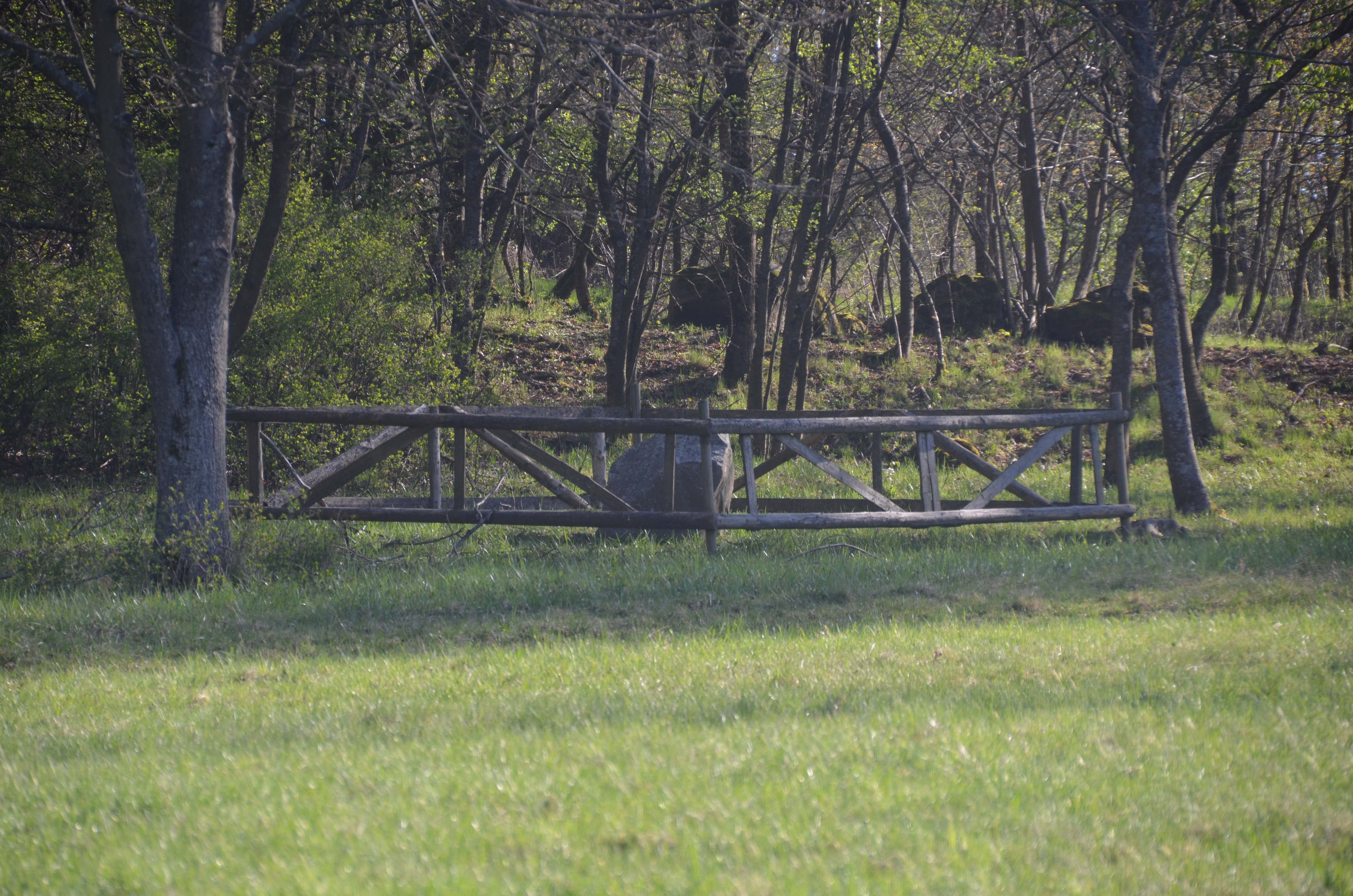
Lage des Friedhofes in der Wüstung Aulenbach

Aulenbach war ein Dorf im Landkreis Birkenfeld in Rheinland-Pfalz am äußersten westlichen Rand des heutigen Truppenübungsplatzes Baumholder, das im Zuge der Errichtung des Truppenübungsplatzes der Wehrmacht 1937 zerstört und dessen Bewohner zwangsumgesiedelt wurden. Teile der Gemarkung wurden der Gemeinde Reichenbach eingegliedert, der übrige Teil kam zum Gutsbezirk Baumholder und nach dessen Auflösung Anfang 1994 zur Stadt Baumholder. 1933 wohnten 280 Menschen in Aulenbach.
Der Ort wurde bereits 663 erwähnt und gehörte seit dem 13. Jahrhundert zum veldenzischen, später pfalz-zweibrückischen Amt Baumholder. In der Franzosenzeit von 1794 bis 1814 wurde Aulenbach von der Mairie Reichenbach im Kanton Baumholder aus verwaltet. In der darauf folgenden coburgischen, später preußischen Zeit nach dem Ende der französischen Herrschaft gehörte Aulenbach zur Bürgermeisterei Baumholder. Kirchlich gehörte Aulenbach zuletzt zur evangelischen Kirchengemeinde Baumholder.
Auf der Gemarkung Aulenbach lag die Schwerspat-Grube Clarashall, die mit der Einrichtung des Truppenübungsplatzes auf die Gemarkung der benachbarten Gemeinde Ruschberg verlegt wurde.
Während des Zweiten Weltkrieges war ab Herbst 1941 auf der Gemarkung Aulenbach ein Arbeitslager für etwa 450 sowjetische Kriegsgefangene (Lager Aulenbach) eingerichtet, die zumeist aus dem Stalag 356 (Senne) stammten. Nach dem Ende des Krieges wurden hier die osteuropäischen Zwangsarbeiter der weiteren Umgebung zentral zusammengefasst und im Lager kaserniert (Displaced Persons). Zur Erinnerung an die während der Gefangenschaft und in der Nachkriegszeit im Lager gestorbenen Menschen wurde nach 1945 auf der Gemarkung eine hohe Steinpyramide als Denkmal errichtet („Russendenkmal“).
Heute ist im Lager Aulenbach die Truppenübungsplatzkommandantur Baumholder untergebracht.